# Liste des édifices labellisés « Patrimoine du XXe siècle » de l'Aisne
La liste des édifices labellisés « Patrimoine du xxe siècle » de l'Aisne recense les édifices ayant reçu le label « Patrimoine du xxe siècle » dans l'Aisne en France. 

## Liste
| Monument                                                 | Commune                  | Adresse                               | Coordonnées                      | Notice         | Protection                           | Date                             | Illustration                                  |
| -------------------------------------------------------- | ------------------------ | ------------------------------------- | -------------------------------- | -------------- | ------------------------------------ | -------------------------------- | --------------------------------------------- |
| Mémorial américain du Bois Belleau                       | Belleau                  |                                       | 49° 04′ 46″ nord, 3° 17′ 29″ est | « PA02000091 » | Inscrit MH (2017)                    | 28 mars 2017                     | Mémorial américain du Bois Belleau            |
| Tour Florentine de Buire                                 | Buire                    |                                       | 49° 54′ 38″ nord, 4° 04′ 24″ est | « PA00116005 » | Classé MH (1995)                     | 6 novembre 1995                  | Tour Florentine de Buire                      |
| Monument des Écossais                                    | Buzancy                  |                                       | 49° 18′ 53″ nord, 3° 20′ 30″ est | « PA00115570 » | Classé MH (2000)                     | 26 juin 1922                     | Monument des Écossais                         |
| Chapelle du Souvenir et lanterne des morts               | Cerny-en-Laonnois        | 1 rue Saint-Rémy                      | 49° 26′ 35″ nord, 3° 40′ 02″ est | « PA02000092 » | Inscrit MH (2017)                    | 28 mars 2017                     | Chapelle du Souvenir et lanterne des morts    |
| Église réformée américaine de Château-Thierry            | Château-Thierry          | Place de l'Hôtel-de-Ville             | 49° 02′ 45″ nord, 3° 24′ 08″ est | « PA02000047 » | Inscrit MH (2003)                    | 9 avril 2003                     | Église réformée américaine de Château-Thierry |
| Église Saint-Martin de Ciry-Salsogne                     | Ciry-Salsogne            |                                       | 49° 21′ 44″ nord, 3° 27′ 45″ est | « PA02000067 » | Inscrit MH (2007)                    | 14 septembre 2007                | Image manquante Téléverser                    |
| Monument des Basques                                     | Craonnelle               | Plateau de Californie                 | 49° 25′ 49″ nord, 3° 45′ 35″ est | « PA02000044 » | Inscrit MH (2003)                    | 17 juin 2003                     | Image manquante Téléverser                    |
| Ferme d'Essigny-le-Grand                                 | Essigny-le-Grand         |                                       | 49° 46′ 54″ nord, 3° 16′ 27″ est | « PA02000054 » | Inscrit MH (2004)                    | 7 juin 2004                      | Image manquante Téléverser                    |
| Monument de la Pierre d'Haudroy                          | La Flamengrie            | C.D. 285, entre La Capelle et Haudroy | 49° 59′ 05″ nord, 3° 55′ 56″ est | « PA02000005 » | Inscrit MH (1997)                    | 22 décembre 1997                 | Image manquante Téléverser                    |
| Usine textile La Filandière                              | Fresnoy-le-Grand         | 54 rue Roger-Salengro                 | 49° 56′ 58″ nord, 3° 24′ 42″ est | « PA02000006 » | Inscrit MH (1997) · Classé MH (1997) | 21 février 1997 24 novembre 1997 | Usine textile La Filandière                   |
| Rotonde et halle-atelier ferroviaires                    | Laon                     |                                       | 49° 34′ 44″ nord, 3° 36′ 14″ est | « PA02000088 » | Inscrit MH (2015)                    | 30 juin 2015                     | Image manquante Téléverser                    |
| Nécropole nationale du Sourd                             | Lemé                     | Rue du Cimetière                      | 49° 51′ 20″ nord, 3° 44′ 02″ est | « PA02000089 » | Inscrit MH (2016)                    | 14 septembre 2016                | Image manquante Téléverser                    |
| Église Saint-Rémi de Limé                                | Limé                     |                                       | 49° 19′ 21″ nord, 3° 32′ 55″ est | « PA02000068 » | Inscrit MH (2007)                    | 14 septembre 2007                | Église Saint-Rémi de Limé                     |
| Ferme de Montgarny                                       | Margival                 | Route de Montgarny                    | 49° 26′ 23″ nord, 3° 23′ 31″ est | « PA02000038 » | Inscrit MH (2002)                    | 2 avril 2002                     | Image manquante Téléverser                    |
| Église Saint-Martin de Martigny-Courpierre               | Martigny-Courpierre      |                                       | 49° 29′ 22″ nord, 3° 40′ 45″ est | « PA00132909 » | Classé MH (1997)                     | 3 novembre 1997                  | Église Saint-Martin de Martigny-Courpierre    |
| Église Saint-Martin de Monthenault                       | Monthenault              |                                       | 49° 29′ 13″ nord, 3° 40′ 01″ est | « PA02000030 » | Inscrit MH (2001)                    | 11 juin 2001                     | Église Saint-Martin de Monthenault            |
| Monument de la Croix-Brisée                              | Nouvron-Vingré           |                                       | 49° 25′ 27″ nord, 3° 11′ 01″ est | « PA00116002 » | Inscrit MH (1990)                    | 28 juin 1990                     | Image manquante Téléverser                    |
| Monument des Fusillés                                    | Nouvron-Vingré           |                                       | 49° 25′ 42″ nord, 3° 10′ 24″ est | « PA02000007 » | Inscrit MH (1997)                    | 30 avril 1997                    | Image manquante Téléverser                    |
| Tombe Amory                                              | Nouvron-Vingré           |                                       | à géolocaliser                   | « PA02000017 » | Inscrit MH (1998)                    | 30 janvier 1998                  | Image manquante Téléverser                    |
| Les Fantômes                                             | Oulchy-le-Château        | Butte Chalmont                        | 49° 12′ 51″ nord, 3° 24′ 33″ est | « PA00115857 » | Classé MH (1934)                     | 31 juillet 1934                  | Image manquante Téléverser                    |
| Monument commémoratif franco-allemand de Pancy-Courtecon | Pancy-Courtecon          |                                       | 49° 28′ 41″ nord, 3° 38′ 42″ est | « PA02000008 » | Inscrit MH (1997)                    | 22 décembre 1997                 | Image manquante Téléverser                    |
| Château de la Pilule                                     | Saint-Quentin            | 110 Avenue de la République           | 49° 51′ 37″ nord, 3° 18′ 24″ est | « PA02000085 » | Inscrit MH (2014)                    | 2014                             | Image manquante Téléverser                    |
| Cimetière militaire allemand de Saint-Quentin            | Saint-Quentin            | Rue de la Chaussée-Romaine            | 49° 50′ 55″ nord, 3° 15′ 45″ est | « PA02000025 » | Inscrit MH (2000)                    | 13 janvier 2000                  | Cimetière militaire allemand de Saint-Quentin |
| Gare de Saint-Quentin                                    | Saint-Quentin            | Place André-Baudez                    | 49° 50′ 23″ nord, 3° 17′ 50″ est | « PA02000049 » | Inscrit MH (2003)                    | 23 septembre 2003                | Gare de Saint-Quentin                         |
| Monument Guy de Lubersac                                 | Soissons                 | Place Saint-Christophe                | 49° 22′ 57″ nord, 3° 19′ 15″ est | « PA02000027 » | Classé MH (2001)                     | 2001                             | Monument Guy de Lubersac                      |
| Place Carnegie-de-Fargniers                              | Tergnier                 | Place Carnegie-de-Fargniers           | 49° 39′ 30″ nord, 3° 18′ 53″ est | « PA02000018 » | Inscrit MH (1998)                    | 1er décembre 1998                | Place Carnegie-de-Fargniers                   |
| Église Saint-Martin de Vendhuile                         | Vendhuile                |                                       | 50° 00′ 40″ nord, 3° 12′ 28″ est | « PA00132911 » | Inscrit MH (1994)                    | 4 novembre 1994                  | Église Saint-Martin de Vendhuile              |
| Cimetière militaire allemand de Veslud                   | Veslud                   |                                       | 49° 31′ 58″ nord, 3° 44′ 03″ est | « PA02000024 » | Inscrit MH (1999)                    | 8 novembre 1999                  | Cimetière militaire allemand de Veslud        |
| Château de Villeneuve-Saint-Germain                      | Villeneuve-Saint-Germain |                                       | 49° 22′ 52″ nord, 3° 21′ 10″ est | « PA02000060 » | Inscrit MH (2006)                    | 21 septembre 2006                | Image manquante Téléverser                    |

### Source
- [PDF] « Édifices ou ensembles labellisés « Patrimoine du XXe siècle » entre 2000 et 2015 », sur culturecommunication.gouv.fr, 24 février 2017